# نادي تي في أي
نادي تي في أي نادي كرة قدم إماراتي من الأندية الخاصة يلعب في دوري الدرجة الثالثة الإماراتي ويقع في دبي.